# Theodosia (série de televisão)
Theodosia é uma série de televisão franco-alemã produzido pela ZDF e Cottonwood Media e baseado nos romances infantis de aventura de Robin LaFevers.
Apresentada no MIPCOM 2021, a primeira série estreou nos Estados Unidos na Max em 10 de março de 2022. No Reino Unido, a série estreou em 25 de abril no CBBC e no streaming BBC iPlayer. No Brasil, a série estreou primeiramente no streaming Globoplay em 21 de junho de 2022, no ano seguinte, estreou no canal Gloob em 11 de setembro de 2023. Em Portugal, a série estreou no canal Biggs em 12 de setembro de 2022 na versão original em inglês com legendagem portuguesa.

## Premissa
A série segue a titular Theodosia "Theo" Throckmorton (Eloise Little), a filha de 14 anos de dois egiptólogos (Rik Young e Elisa Doughty) em 1906 que dirigem e vivem no Museu de Lendas e Antiguidades de Londres. Theo e seu irmão mais novo, Henry (Frankie Minchella), tropeçam em uma tumba escondida e em um artefato misterioso, o Olho de Hórus.

## Elenco
| Personagem                    | Atriz/Ator original  | Dublagem           |           |           |           |           |           |           |
| Principal                     | Principal            | Principal          | Principal | Principal | Principal | Principal | Principal | Principal |
| ----------------------------- | -------------------- | ------------------ | --------- | --------- | --------- | --------- | --------- | --------- |
| Theodosia "Theo" Throckmorton | Eloise Little        | Tais Feijó         |           |           |           |           |           |           |
| Safiya                        | Yasmina El-Abd       | Marianna Alexandre |           |           |           |           |           |           |
| Will Morgan                   | Nana Agyeman-Bediako | Cadu Pascoal       |           |           |           |           |           |           |
| Henry Throckmorton            | Frankie Minchella    | Hugo Myara         |           |           |           |           |           |           |
| Apoiado                       |                      |                    |           |           |           |           |           |           |
| Alistair Throckmorton         | Rik Young            | Cláudio Galvan     |           |           |           |           |           |           |
| Henrietta Throckmorton        | Elisa Doughty        | Isis Koschdoski    |           |           |           |           |           |           |
| Recorrente                    |                      |                    |           |           |           |           |           |           |
| Lady Throckmorton             | Estrid Barton        | Miryan Thereza     |           |           |           |           |           |           |
| Miss Krait                    | Momo Yeung           | Lina Rossana       |           |           |           |           |           |           |
| Artie                         | Anthony J. Abraham   | Thiago Fagundes    |           |           |           |           |           |           |
| Yaret, a Serpente Chefe       | Charlie Cattral      | Guilherme Briggs   |           |           |           |           |           |           |
| Nigella                       | Olivia Barrowclough  | Jéssica Vieira     |           |           |           |           |           |           |
| Rainha Hatshepsut             | Nahid Leadar         | Shallana Costa     |           |           |           |           |           |           |
| Vincent                       | Sam Woolf            | Márcio Aguena      |           |           |           |           |           |           |
| Clive                         | Jethro Skinner       | Gutemberg Barros   |           |           |           |           |           |           |

| Créditos de dublagem | Brasil                                      |
| -------------------- | ------------------------------------------- |
| Direção de dublagem  | Jorge Vasconcellos (1-3) Paula Troyack (4-) |
| Tradução             | Lígia Simarelli                             |
| Estúdio de dublagem  | Som de Vera Cruz                            |
| Mídia                | Globoplay e TV paga (Gloob)                 |

## Produção

### Desenvolvimento
Após a temporada final de Find Me in Paris, foi anunciado em fevereiro de 2021 que a ZDF e a Cottonwood Media colaborariam novamente, desta vez para adaptar os romances Theodosia de Robin LaFevers para a televisão. Os primeiros compradores incluíram HBO Max e Globoplay. Os produtores executivos incluem o redator principal Joe Williams e Leila Smith, de Cottonwood. Também representando Cottonwood estão os produtores David Michel, Cécile Lauritano e Zoé Carrera Allaix.
Em outubro de 2022, foi anunciado que a ZDF havia dado luz verde para uma segunda temporada de Theodosia.

### Elenco
Foi anunciado que Eloise Little estrelaria o papel titular. Também se juntaram ao elenco Nana Agyeman-Bediako e Yasmina El-Abd. O trailer, lançado no final de fevereiro de 2022, confirmou que Rik Young e Elisa Doughty interpretariam os pais de Theo.

### Filmagens
A fotografia principal começou em abril de 2021 e terminou em outubro, acontecendo em Paris e Bruxelas. Partes das cidades, como becos, foram usadas para recriar a Londres eduardiana. A série foi filmada pelos diretores Matthias Hoene, Alex Jacob e Matt Bloom. A produção da segunda temporada está em andamento na França, Bélgica e Marrocos.

## Episódios

### Resumo
| Resumo | Resumo | Episódios | Episódios | Originalmente exibido               | Originalmente exibido | Transmissão lusófona    | Transmissão lusófona  |
| Resumo | Resumo | Episódios | Episódios | Estreia da temporada                | Final da temporada    | Estreia da temporada () | Final da temporada () |
| ------ | ------ | --------- | --------- | ----------------------------------- | --------------------- | ----------------------- | --------------------- |
|        | 1      | 26        | 26        | 10 de março de 2022                 | 3 de outubro de 2022  | 11 de setembro de 2023  | 16 de outubro de 2023 |
|        | 2      | 26        | 26        | 21 de janeiro de 2024 (Reino Unido) | ASA                   | ASA                     | ASA                   |

### 1ª Temporada (2022)
| N.º na série | N.º na temp. | Título no Brasil Título original                             | Dirigido por    | Escrito por   | Exibição original    | Exibição no Brasil     | Audiência (milhões) |
| --- | ------------ | ------------------------------------------------------------ | --------------- | ------------- | -------------------- | ---------------------- | ------------------- |
| 1 | 1            | "O Olho de Hórus (BR)" "The Eye of Horus"                    | Matthias Hoene  | Joe Williams  | 10 de março de 2022  | 11 de setembro de 2023 | ASD                 |
| A adolescente Theodosia se depara com um amuleto em uma tumba egípcia e descobre uma nova habilidade, um poder que irá atraí-la para um mistério cheio de perigos.                   |              |                                                              |                 |               |                      |                        |                     |
| 2 | 2            | "A Maldição (BR)" "The Curse"                                | Matthias Hoene  | Joe Williams  | 10 de março de 2022  | 12 de setembro de 2023 | ASD                 |
| Temendo que seu pai tenha sido amaldiçoado, Theodosia busca a cura na casa de um ladrão misterioso.                                                                                  |              |                                                              |                 |               |                      |                        |                     |
| 3 | 3            | "O Sumiço da Princesa (BR)" "The Missing Princess"           | Matthias Hoene  | George Poles  | 10 de março de 2022  | 13 de setembro de 2023 | ASD                 |
| Theo descobre poderes quando transforma, acidentalmente, a princesa Safiya em uma pequena estátua.                                                                                   |              |                                                              |                 |               |                      |                        |                     |
| 4 | 4            | "Uma Odisseia Acidental (BR)" "An Accidental Odyssey"        | Matthias Hoene  | Claire Miller | 10 de março de 2022  | 14 de setembro de 2023 | ASD                 |
| Theo tenta proteger o museu de seus pais contra as forças das trevas. Mas seus planos saem do controle quando Will e Henry são levados para o Egito por um portal mágico.            |              |                                                              |                 |               |                      |                        |                     |
| 5 | 5            | "A Vida É um Jogo (BR)" "The Games People Play"              | Matthias Hoene  | Lucy Guy      | 10 de março de 2022  | 15 de setembro de 2023 | ASD                 |
| Theo e seus amigos tiram um tempo para um torneio de tênis. No entanto, eles logo descobrem que estão sendo espionados por forças sinistras.                                         |              |                                                              |                 |               |                      |                        |                     |
| 6 | 6            | "Faxina Catastrófica (BR)" "Cleaning Catastrophe"            | Matthias Hoene  | Davey Jones   | 10 de março de 2022  | 18 de setembro de 2023 | ASD                 |
| A última invenção de Henry provoca o caos durante a visita de um funcionário do Ministério das Relações Exteriores; Theo teme que forças do mal estejam entrando em ação.            |              |                                                              |                 |               |                      |                        |                     |
| 7 | 7            | "O Chefe das Cobras (BR)" "The Head of the Snake"            | Matthias Hoene  | Joe Williams  | 10 de março de 2022  | 19 de setembro de 2023 | ASD                 |
| Uma visão leva Theo a desconfiar que o Olho de Hórus está sob ameaça das Serpentes do Caos. Agora sua magia precisa ser forte o suficiente para combater o líder mascarado Yaret.    |              |                                                              |                 |               |                      |                        |                     |
| 8 | 8            | "O Som da Magia (BR)" "The Sound of Magic"                   | Matthias Hoene  | Davey Jones   | 10 de março de 2022  | 20 de setembro de 2023 | ASD                 |
| Theo e seus amigos tentam recuperar o Olho de Hórus, mas primeiro eles devem lidar com uma fera perigosa que está solta no museu.                                                    |              |                                                              |                 |               |                      |                        |                     |
| 9 | 9            | "Problema em Dobro (BR)" "Double Danger"                     | Matthias Hoene  | Lucy Guy      | 10 de março de 2022  | 21 de setembro de 2023 | ASD                 |
| Enquanto as Serpentes do Caos planejam roubar o Olho de Hórus, Theo, Will e Safiya enfrentam problemas em dobro tentando localizá-lo antes que seja tarde demais.                    |              |                                                              |                 |               |                      |                        |                     |
| 10 | 10           | "Na Escuridão (BR)" "The Darkening"                          | Matthias Hoene  | Claire Miller | 10 de março de 2022  | 22 de setembro de 2023 | ASD                 |
| Uma festa no museu foi planejada para celebrar o próximo eclipse total. No entanto, o Olho de Hórus não parece normal, e as Serpentes do Caos estão se aproximando.                  |              |                                                              |                 |               |                      |                        |                     |
| 11 | 11           | "O Poço do Desespero (BR)" "The Pit of Despair"              | Matthias Hoene  | George Poles  | 10 de março de 2022  | 25 de setembro de 2023 | ASD                 |
| Levados para o Egito, Theo e Safiya correm para alcançar o Cajado de Osíris antes das Serpentes do Caos. Enquanto isso no museu, uma corda mágica causa problemas para Will e Henry. |              |                                                              |                 |               |                      |                        |                     |
| 12 | 12           | "Criança Levada (BR)" "Wild Child"                           | Matthias Hoene  | Joe Williams  | 10 de março de 2022  | 26 de setembro de 2023 | ASD                 |
| Quando Theo tenta um novo feitiço na aula de botânica, ela e seus amigos acabam presos em casa. Enquanto isso, Henry enfrenta as Serpentes do Caos sozinho.                          |              |                                                              |                 |               |                      |                        |                     |
| 13 | 13           | "O Buraco da Agulha (BR)" "The Eye of the Needle"            | Matthias Hoene  | Joe Williams  | 10 de março de 2022  | 27 de setembro de 2023 | ASD                 |
| Com a magia das Serpentes do Caos liberada no mundo, Theo e seus amigos devem correr para quebrarem os feitiços de Yaret antes que o caos reine para sempre.                         |              |                                                              |                 |               |                      |                        |                     |
| 14 | 14           | "Um Encontro com o Destino (BR)" "A Date with Destiny"       | Matthias Hoene  | Joe Williams  | 3 de outubro de 2022 | 28 de setembro de 2023 | ASD                 |
| Uma estátua com vontade própria leva Theo e seus amigos a um novo mistério. |              |                                                              |                 |               |                      |                        |                     |
| 15 | 15           | "Problema com o Tempo (BR)" "Time Waits for Nobody"          | Matthias Hoene  | Davey Jones   | 3 de outubro de 2022 | 29 de setembro de 2023 | ASD                 |
| Will e Safiya ficam presos dentro de uma sala secreta. Quando as paredes começam a se fechar, Theo precisa usar todo seu poder para salvá-los.                                       |              |                                                              |                 |               |                      |                        |                     |
| 16 | 16           | "A Idade de Sabedoria (BR)" "The Age of Wisdom"              | Matthias Hoene  | Joanne Lau    | 3 de outubro de 2022 | 2 de outubro de 2023   | ASD                 |
| Determinada a desvendar os segredos da sala escondida, Theo lança um feitiço. Seu objetivo é ajudar a decifrar os segredos do diário de seu avô.                                     |              |                                                              |                 |               |                      |                        |                     |
| 17 | 17           | "Um Pesadelo no Museu (BR)" "The Nightmare at the Museum"    | Alexander Jacob | Lucy Guy      | 3 de outubro de 2022 | 3 de outubro de 2023   | ASD                 |
| Will, Safiya e Henry são atraídos para perigosos mundos de sonho através do poder da pirâmide. Theo precisa correr para salvá-los.                                                   |              |                                                              |                 |               |                      |                        |                     |
| 18 | 18           | "O Incrível Will (BR)" "The Amazing Will"                    | Matt Bloom      | Asher Pirie   | 3 de outubro de 2022 | 4 de outubro de 2023   | ASD                 |
| Will planeja impressionar a todos com seu novo show de magia, mas o poder da pirâmide pode atrapalhar seus planos.                                                                   |              |                                                              |                 |               |                      |                        |                     |
| 19 | 19           | "A Flauta Mágica (BR)" "The Magic Flute"                     | Matt Bloom      | Claire Miller | 3 de outubro de 2022 | 5 de outubro de 2023   | ASD                 |
| Uma magia poderosa é liberada na festa de aniversário de quinze anos da Theo. Tudo indica que alguém está atrás do segredo da pirâmide.                                              |              |                                                              |                 |               |                      |                        |                     |
| 20 | 20           | "Uma Escolha Impossível (BR)" "An Impossible Choice"         | Matt Bloom      | George Poles  | 3 de outubro de 2022 | 6 de outubro de 2023   | ASD                 |
| Theo deve correr contra o tempo para salvar seus pais de uma armadilha mortal, além de impedir que a serpente gigante do caos escape da prisão.                                      |              |                                                              |                 |               |                      |                        |                     |
| 21 | 21           | "Que Dentes Grandes Você Tem (BR)" "What Big Teeth You Have" | Matt Bloom      | George Poles  | 3 de outubro de 2022 | 9 de outubro de 2023   | ASD                 |
| Theo e Will tentam descobrir o que as Serpentes do Caos estão planejando. Já no museu, Safiya, Henry e Throckmorton ficam diante de um monstro estranhamente familiar.               |              |                                                              |                 |               |                      |                        |                     |
| 22 | 22           | "O Invasor (BR)" "Snake and Ladder"                          | Matt Bloom      | Joanne Lau    | 3 de outubro de 2022 | 10 de outubro de 2023  | ASD                 |
| Theodosia enfrenta o perigo quando descobre que alguém ou alguma coisa está roubando o poder mágico do museu.                                                                        |              |                                                              |                 |               |                      |                        |                     |
| 23 | 23           | "Múmias Vivas! (BR)" "Mummies Alive!"                        | Matt Bloom      | Davey Jones   | 3 de outubro de 2022 | 11 de outubro de 2023  | ASD                 |
| Aapep está solto em Londres, e as múmias do museu desenvolveram uma mente própria!                                                                                                   |              |                                                              |                 |               |                      |                        |                     |
| 24 | 24           | "Na Pele Dela (BR)" "In Her Shoes"                           | Matt Bloom      | Asher Pirie   | 3 de outubro de 2022 | 12 de outubro de 2023  | ASD                 |
| Uma troca de corpo acidental força Theo e Safiya a se passarem uma pela outra. Enquanto isso, os pais de Safiya chegam para uma visita inesperada.                                   |              |                                                              |                 |               |                      |                        |                     |
| 25 | 25           | "Errar é Humano (BR)" "Once Bitten"                          | Matt Bloom      | Joe Williams  | 3 de outubro de 2022 | 13 de outubro de 2023  | ASD                 |
| Will arrisca um retorno ao covil de Aapep, enquanto Aapep força Nigella a procurar Theo e destruí-la para sempre.                                                                    |              |                                                              |                 |               |                      |                        |                     |
| 26 | 26           | "O Último Nascer do Sol (BR)" "The Last Sunrise"             | Matt Bloom      | Joe Williams  | 3 de outubro de 2022 | 16 de outubro de 2023  | ASD                 |
| O tempo está se esgotando. Theo e seus amigos devem enfrentar a serpente Aapep para salvarem o mundo da destruição.                                                                  |              |                                                              |                 |               |                      |                        |                     |

### 2ª Temporada (2024)
| N.º na série | N.º na temp.     | Título no Brasil Título original | Dirigido por                  | Escrito por   | Exibição original | Exibição no Brasil | Audiência (milhões) |
| --- | ---------------- | -------------------------------- | ----------------------------- | ------------- | ----------------- | ------------------ | ------------------- |
| 27 | 1                | "ASA" "Magic Memories"           | Alexander Jacob & Leïla Smith | Joe Williams  | ASA               | ASA                | ASD                 |
| Quando a barca de Ramsés II é emprestada ao museu, a magia de Theo fica fora de controle. - Este episódio estreou na primeira vez na BBC iPlayer em 21 de janeiro de 2024.            |                  |                                  |                               |               |                   |                    |                     |
| 28 | 2                | ASA "New Blood"                  | Leïla Smith & Matt Bloom      | Joe Williams  | ASA               | ASA                | ASD                 |
| Theo enfrenta o desafio inesperado de começar a vida em uma nova escola. - Este episódio estreou na primeira vez na BBC iPlayer em 21 de janeiro de 2024.                             |                  |                                  |                               |               |                   |                    |                     |
| 29 | 3                | ASA "Bugs and Kisses"            | Matt Bloom                    | George Poles  | ASA               | ASA                | ASD                 |
| A barca de Ramsés II desencadeia uma praga mágica no amado museu de Theo. - Este episódio estreou na primeira vez na BBC iPlayer em 21 de janeiro de 2024.                            |                  |                                  |                               |               |                   |                    |                     |
| 30 | 4                | ASA "The Ruin"                   | Alexander Jacob & Matt Bloom  | George Poles  | ASA               | ASA                | ASD                 |
| Theo e Maya são levados para o Egito pela magia da barca de Ramsés II. - Este episódio estreou na primeira vez na BBC iPlayer em 21 de janeiro de 2024.                               |                  |                                  |                               |               |                   |                    |                     |
| 31 | 5                | ASA "Stop the Press"             | Matt Bloom                    | Asher Pirie   | ASA               | ASA                | ASD                 |
| A tentativa de Maya de publicar a história de sua viagem ao Egito é frustrada por figuras estranhas. - Este episódio estreou na primeira vez na BBC iPlayer em 21 de janeiro de 2024. |                  |                                  |                               |               |                   |                    |                     |
| 32 | 6                | ASA "Into Darkness"              | Alexander Jacob & Matt Bloom  | Tasha Dhanraj | ASA               | ASA                | ASD                 |
| Quando a magia de Theo fica exagerada na escola, ela acaba machucando Darius acidentalmente. - Este episódio estreou na primeira vez na BBC iPlayer em 21 de janeiro de 2024.         |                  |                                  |                               |               |                   |                    |                     |
| 33 | 7                | ASA "The Names of the Game"      | Lucy Guy                      | Matt Bloom    | ASA               | ASA                | ASD                 |
| Henry dá uma festa secreta no museu, e as pessoas começam a desaparecer misteriosamente. - Este episódio estreou na primeira vez na BBC iPlayer em 21 de janeiro de 2024.             |                  |                                  |                               |               |                   |                    |                     |
| 34 | "8" "The Zodiac" | Alexander Jacob & Matt Bloom     | Joe Williams                  | ASA           | ASA               | ASD                |                     |
| Em sua busca pelo Oásis da Magia, Theo enfrenta uma jornada perigosa em um templo submerso. - Este episódio estreou na primeira vez na BBC iPlayer em 21 de janeiro de 2024.          |                  |                                  |                               |               |                   |                    |                     |
| 35 | 9                | ASA "The Phoenix"                | Alexander Jacob               | Joanne Lau    | ASA               | ASA                | ASD                 |
| Com ciúmes das aventuras de Darius com Theo no Egito, Will realiza um truque que desafia a morte. - Este episódio estreou na primeira vez na BBC iPlayer em 21 de janeiro de 2024.    |                  |                                  |                               |               |                   |                    |                     |
| 36 | 10               | ASA "A Fete Worse Than Death"    | Alexander Jacob & Matt Bloom  | Claire Miller | ASA               | ASA                | ASD                 |
| Theo planeja desmascarar a Chama Eterna de uma vez por todas na festa da escola. - Este episódio estreou na primeira vez na BBC iPlayer em 21 de janeiro de 2024.                     |                  |                                  |                               |               |                   |                    |                     |
| 37 | 11               | ASA "In the Balance"             | Matt Bloom & Alexander Jacob  | George Poles  | ASA               | ASA                | ASD                 |
| A Chama Eterna se move pela festa da escola, fazendo jogos mentais e semeando confusão. - Este episódio estreou na primeira vez na BBC iPlayer em 21 de janeiro de 2024.              |                  |                                  |                               |               |                   |                    |                     |
| 38 | 12               | ASA "Monsters of the Underworld" | Matt Bloom & Alexander Jacob  | George Poles  | ASA               | ASA                | ASD                 |
| Theo e Darius viajam pelo Submundo e precisam enfrentar seus perigosos guardiões. - Este episódio estreou na primeira vez na BBC iPlayer em 21 de janeiro de 2024.                    |                  |                                  |                               |               |                   |                    |                     |
| 39 | 13               | ASA "The Oasis of Magic"         | Matt Bloom & Alexander Jacob  | Joe Williams  | ASA               | ASA                | ASD                 |
| Theo guia a Chama Eterna até o Oásis, enfrentando o julgamento de um deus antigo. - Este episódio estreou na primeira vez na BBC iPlayer em 21 de janeiro de 2024.                    |                  |                                  |                               |               |                   |                    |                     |

## Música
A trilha sonora da 1ª temporada da série Theodosia, foi lançado em 16 de dezembro de 2022 pela Wagram Music no formato de download digital, e contém músicas instrumentais compostos por Alexandre Lessertisseur.
| N.º            | Título                                      | Duração |  |
| 1.             | "Theodosia Main Theme (Instrumental)"       | 0:45    |  |
| 2.             | "Valley of the Kings"                       | 1:28    |  |
| 3.             | "Theodosia Discovers Magic"                 | 1:48    |  |
| 4.             | "Will and Theo"                             | 1:37    |  |
| 5.             | "Safiya Theme"                              | 1:54    |  |
| 6.             | "Serpents of Chaos"                         | 3:49    |  |
| 7.             | "Walking in the Oriental Collection"        | 1:39    |  |
| 8.             | "Love or Friendship"                        | 2:26    |  |
| 9.             | "There Will Be Some Adventure"              | 1:36    |  |
| 10.            | "Let's Make a Plan"                         | 1:40    |  |
| 11.            | "Sneak Then Run"                            | 1:52    |  |
| 12.            | "Magic Mystery"                             | 1:23    |  |
| 13.            | "Serpents Tension"                          | 2:22    |  |
| 14.            | "It’s Simple or Not"                        | 0:57    |  |
| 15.            | "Mission Accomplished"                      | 1:07    |  |
| 16.            | "Still Some Problems"                       | 0:57    |  |
| 17.            | "Tension or Fight"                          | 1:25    |  |
| 18.            | "Sneaking in the Museum"                    | 1:26    |  |
| 19.            | "Happy Breaking In"                         | 1:57    |  |
| 20.            | "Theo’s Birthday"                           | 1:13    |  |
| 21.            | "Cursed Valse"                              | 2:46    |  |
| 22.            | "God’s Battle"                              | 1:42    |  |
| 23.            | "Happy Ending"                              | 1:09    |  |
| 24.            | "Theodosia Closing Theme"                   | 1:27    |  |
| 25.            | "Theodosia Main Theme (A Cappella Version)" | 0:45    |  |
| Duração total: | Duração total:                              | 41:03   |  |